# Szczep (antropologia)
Szczep – grupa etniczna osób niewywodzących swego pochodzenia od wspólnego przodka, co różni szczep od plemienia (obydwa terminy są często synonimizowane). Szczep może liczyć od kilkuset do kilku tysięcy osób. W zoosocjologii szczep określany jest też jako rodzina klanowa.